# Sherlock Holmes i Livsfare
 For alternative betydninger, se Sherlock Holmes (flertydig). (Se også artikler, som begynder med Sherlock Holmes)
Sherlock Holmes i Livsfare er en stumfilm fra 1908 produceret af Nordisk Films Kompagni og instrueret af Viggo Larsen. Filmen var en del af den serie af film om Sherlock Holmes, som Nordisk Film prducerede i 1908, de øvrige var Raffles' flugt fra fængslet, Det hemmelige Dokument og Sangerindens Diamanter.
Filmen havde premiere dansk premiere den 20. november 1908 i Biograf-Theatret.
Filmen blev distribueret af Nordisk Films Kompagni i Europa og i USA, hvor filmen fik positive anmeldelser i december 1908 i The Moving Picture World, der roste filmens handling, produktion og realisme.

## Medvirkende
- Viggo Larsen som Sherlock Holmes
- Holger-Madsen som Raffles
- Otto Detlefsen
- Gustav Lund